# Гобарт (аеропорт)
Міжнаро́дний аеропо́рт Го́барту (англ. Hobart International Airport), (IATA: HBA, ICAO: YMHB) — цивільний аеропорт міста Гобарт (Тасманія, Австралія), розташований у Кембриджі, за 17 км на схід від Гобарту.

## Основні відомості і показники
Міжнародний аеропорт Гобарта був відкритий у 1956 році, і відтоді є найбільшим аеропортом у Тасманії. У ньому є сполучені між собою термінали для внутрішніх і міжнародних рейсів. Злети і посадки здійснюються з одної злітно-посадкової смуги.

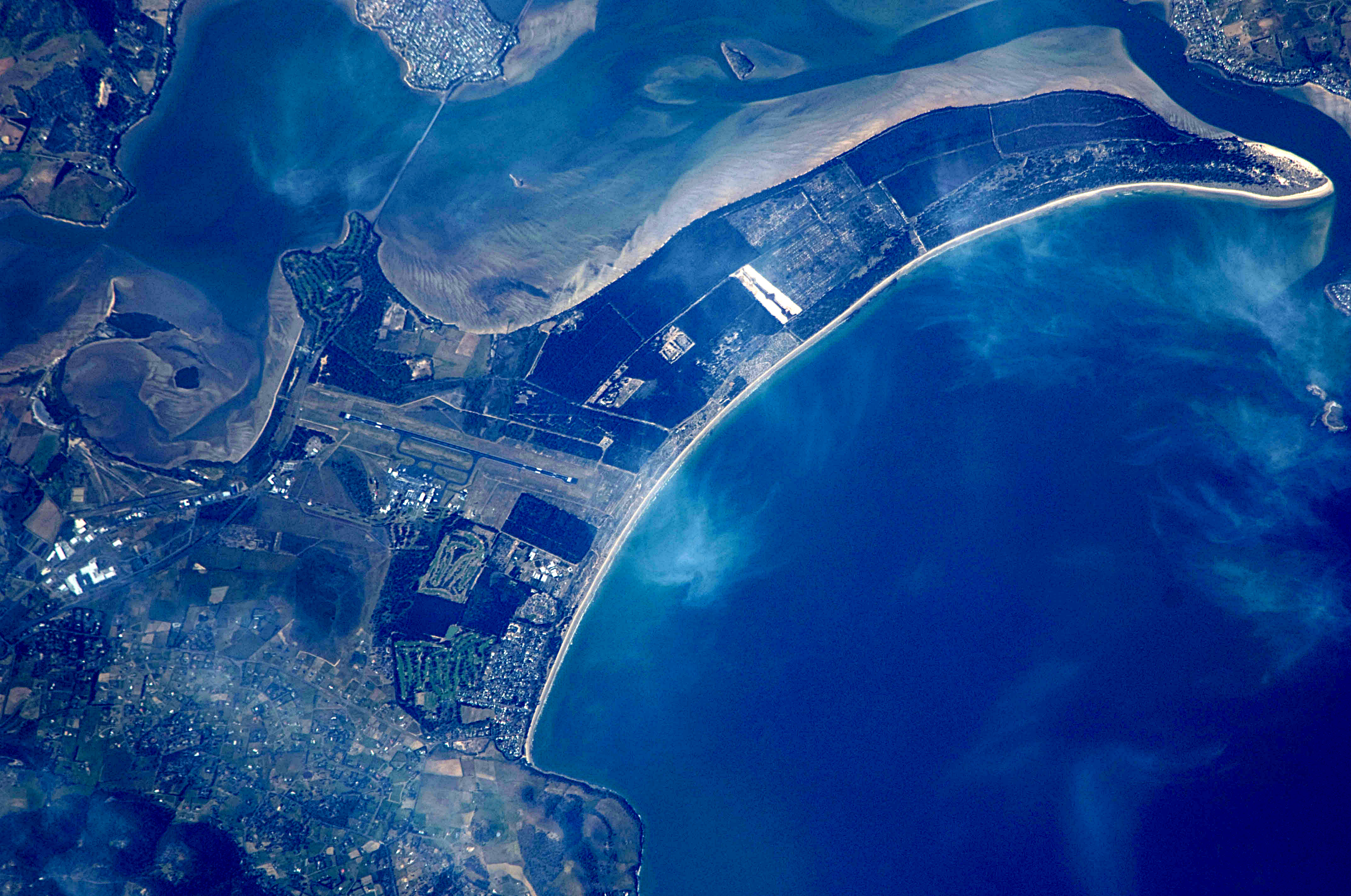
Вид на аеропорт з повітря

Головні австралійські авіакомпанії, котрі обслуговують аеропорт — Qantas, Jetstar, Virgin Australia (котра раніше носила назву Virgin Blue) і Tiger Airways Australia. Всі вони здійснюють польоти у найпопулярніший пункт призначення — Мельбурн. Інші важливі пункти призначення — Сідней, Брисбен та інші. Також здійснюються польоти регіональної тасманійської авіакомпанії Tasair. Окрім цього, є рейси вантажної авіакомпанії Australian air Express, а також спеціалізованого авіаперевізника Skytraders, літаки котрого літом здійснюють польоти на Австралійську антарктичну територію (летовище Вілкінс недалеко від станції Кейсі), котрі вважають міжнародними.
Раніше аеропорт також обслуговувався австралійськими авіакомпаніями Ansett Australia (в основному, рейси у Мельбурн і Сідней; компанія обанкротилась у 2001 році) і Compass Airlines, а також новозеландською авіакомпанією Air New Zealand (міжнародні рейси у Крайстчерч).
Jetstar Airways розглядає можливість розширити мережу своїх рейсів з Гобарта. Можливі майбутні маршрути включають у себе Аделаїду, Перт, або прямі рейси у Нову Зеландію.
За кількістю перевезених пасажирів Аеропорт Гобарта у 2009/2010 фінансовому році займав 9-те місце серед аеропортів Австралії, вслід за аеропортами Сіднею, Мельбурна, Брисбена, Перта, Аделаїди, Голд-Коста, Кернса і Канберри.

## Історія
Перший аеропорт у районі Гобарта відкрився у 1920-х роках, у том ж самому Кембриджі), всього у парі кілометрів від нинішнього аеропорту. Він дотепер функціонує (як Cambridge Aerodrome) і слугує базою для невеликих літаків, котрі здійснюють туристичні польоти по мальовничим місцям Тасманії, а також обслуговує місцевий аероклуб. Він слугував головним аеропортом для Гобарта аж до 1956 року, коли був відкритий сучасний аеропорт.

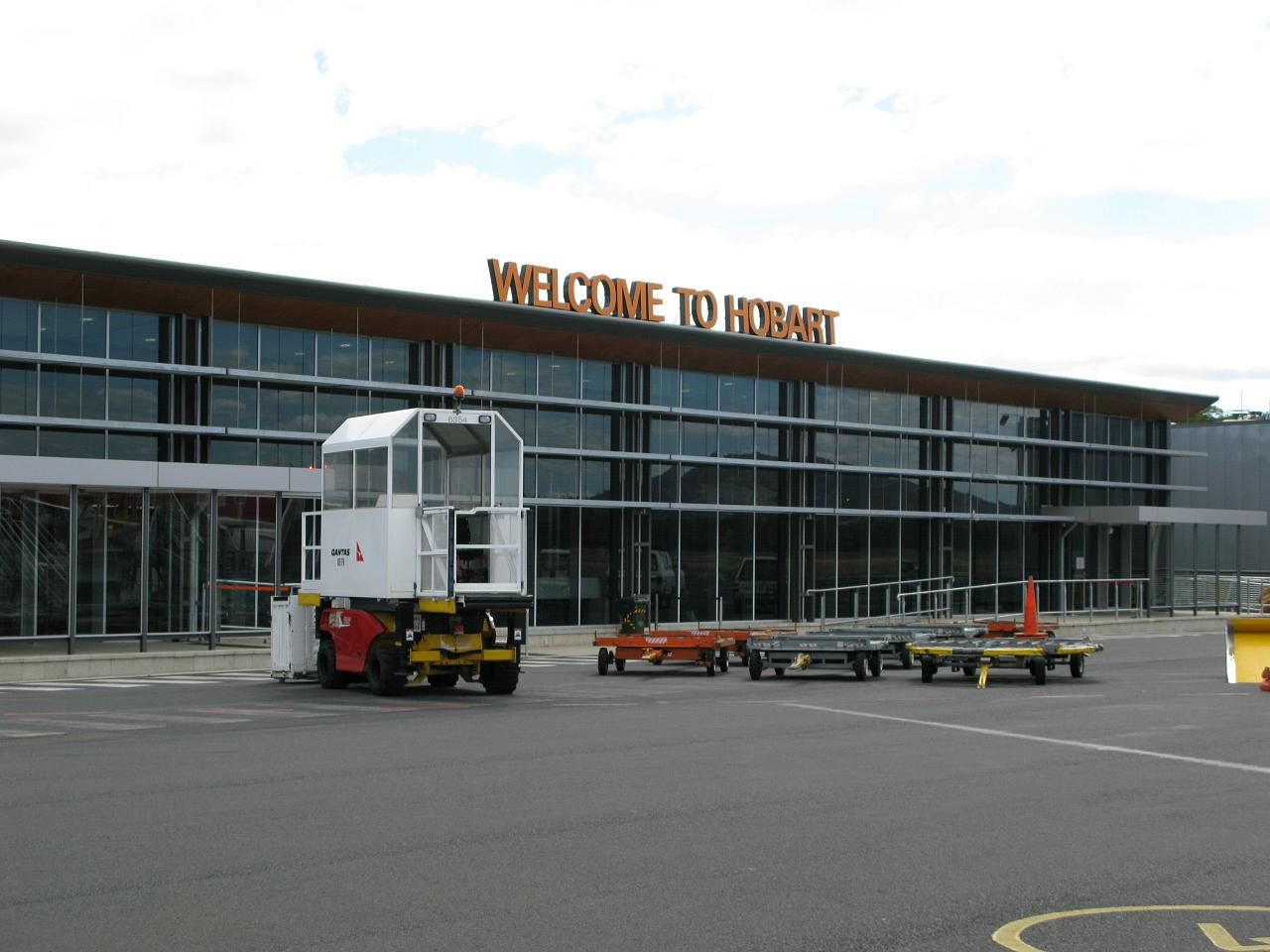
Термінал для внутрішніх рейсів

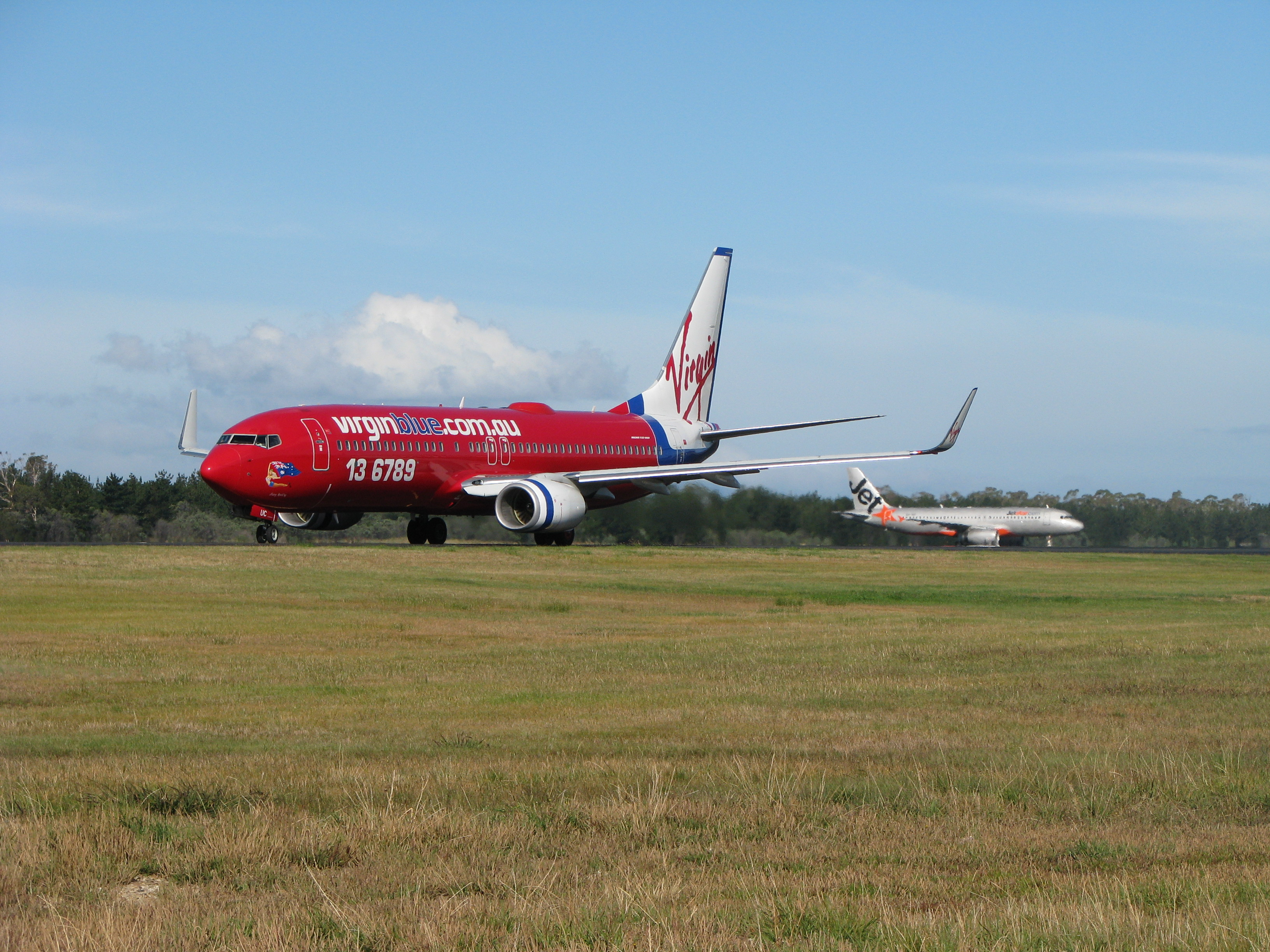
Літаки Virgin Blue і Jetstar маневрируют у злітно-посадкової смуги у Гобарті

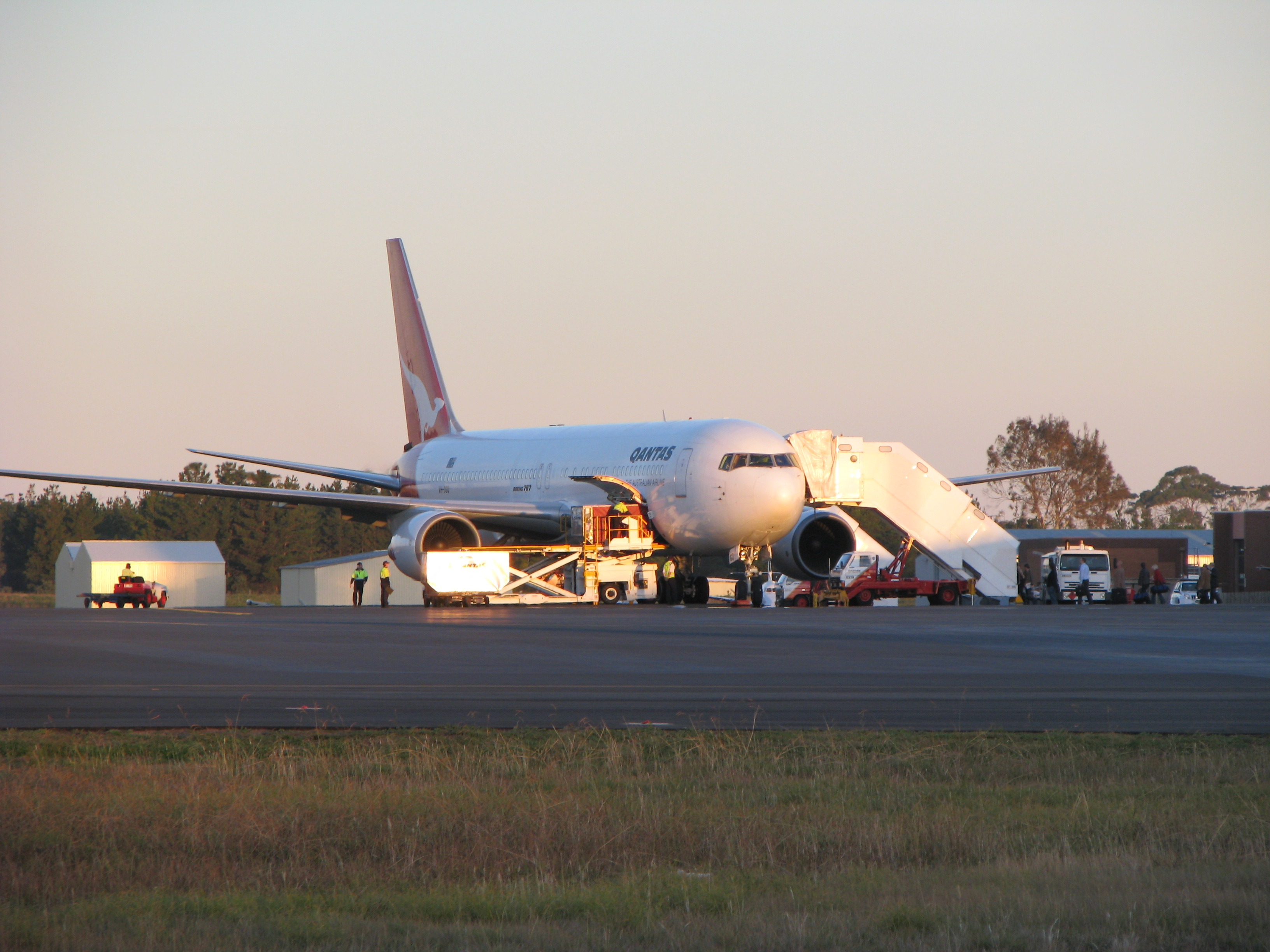
Літак Boeing 767–300 компанії Qantas в аеропорту Гобарта

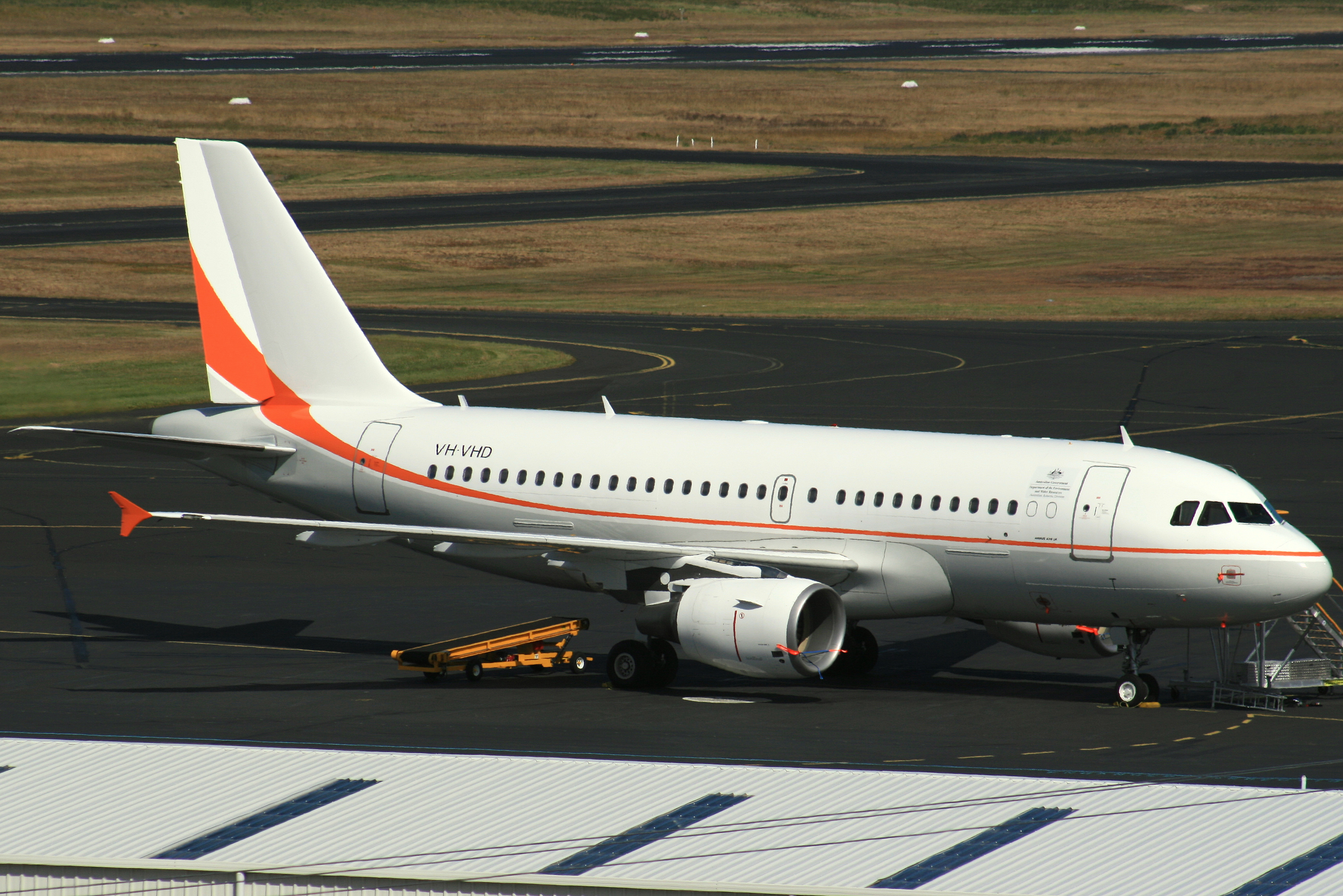
Літак Airbus A319 компанії Skytraders в аеропорту Гобарта

У червні 1948 року тодішній прем'єр-міністр Австралії Бен Чіфлі (Ben Chifley) оголосив про схвалення будівництва нового аеропорту вартістю 760 тисяч австралійських фунтів. Зокрема, це було пов'язано із зацікавленням Австралії в освоєнні Антарктики — було важливо мати якомога південніший аеропорт, котрий міг би приймати важкі транспортні літаки.
У 1956 році новий аеропорт Гобарта був відкритий, і спочатку він носив ім'я Лланхерн (Llanherne Airport) — за назвою володіння, на терені котрого він був збудований, але поступово ця назва вийшла з ужитку.
У 1964 році злітно-посадкова смуга була подовжена і розширена, щоб дати можливість обслуговувати сучасніші літаки. Ще одне розширення і подовження смуги було зроблено у 1985 році, щоб можна було приймати крупні літаки типа Boeing 747 і Ан-124 (хоча з деякими обмеженнями).
Сучасна будівля терміналу для внутрішніх рейсів була відкрита у 1976 році. У 1983 році було відкрита будівля терміналу для міжнародних рейсів, котра потім була розширена у 1985 році.
11 червня 1998 року аеропорт був зданий у оренду на 99 років компанії Hobart International Airport Pty Ltd, котра належить уряду Тасманії і управляється Tasmanian Ports Corporation. У 2004 році термінал для внутрішніх рейсів був суттєво модернізовано. У грудні 2007 року аеропорт був проданий приватній компанії Tasmanian Gateway Consortium.

## Авіакомпанії і пункти призначення, жовтень 2022
| Авіакомпанія     | Пункт призначення                                             |
| ---------------- | ------------------------------------------------------------- |
| Air New Zealand  | Окленд                                                        |
| Jetstar Airways  | Аделаїда, Брисбен, Голд-Кост, Мельбурн, Сідней                |
| Link Airways     | Канберра                                                      |
| Qantas           | Брисбен, Мельбурн, Перт, Сідней                               |
| QantasLink       | Аделаїда, Брисбен, Канберра, Мельбурн, Сідней                 |
| Sharp Airlines   | Берні, Фліндерз-Айленд, Кінг-Айленд, Лонсестон                |
| Skytraders       | Аеродром Вілкінс (Антарктика)                                 |
| Virgin Australia | Аделаїда, Брисбен, Мельбурн, Перт, Сідней Сезонний: Голд-Кост |

## Статистика пасажироперевезень

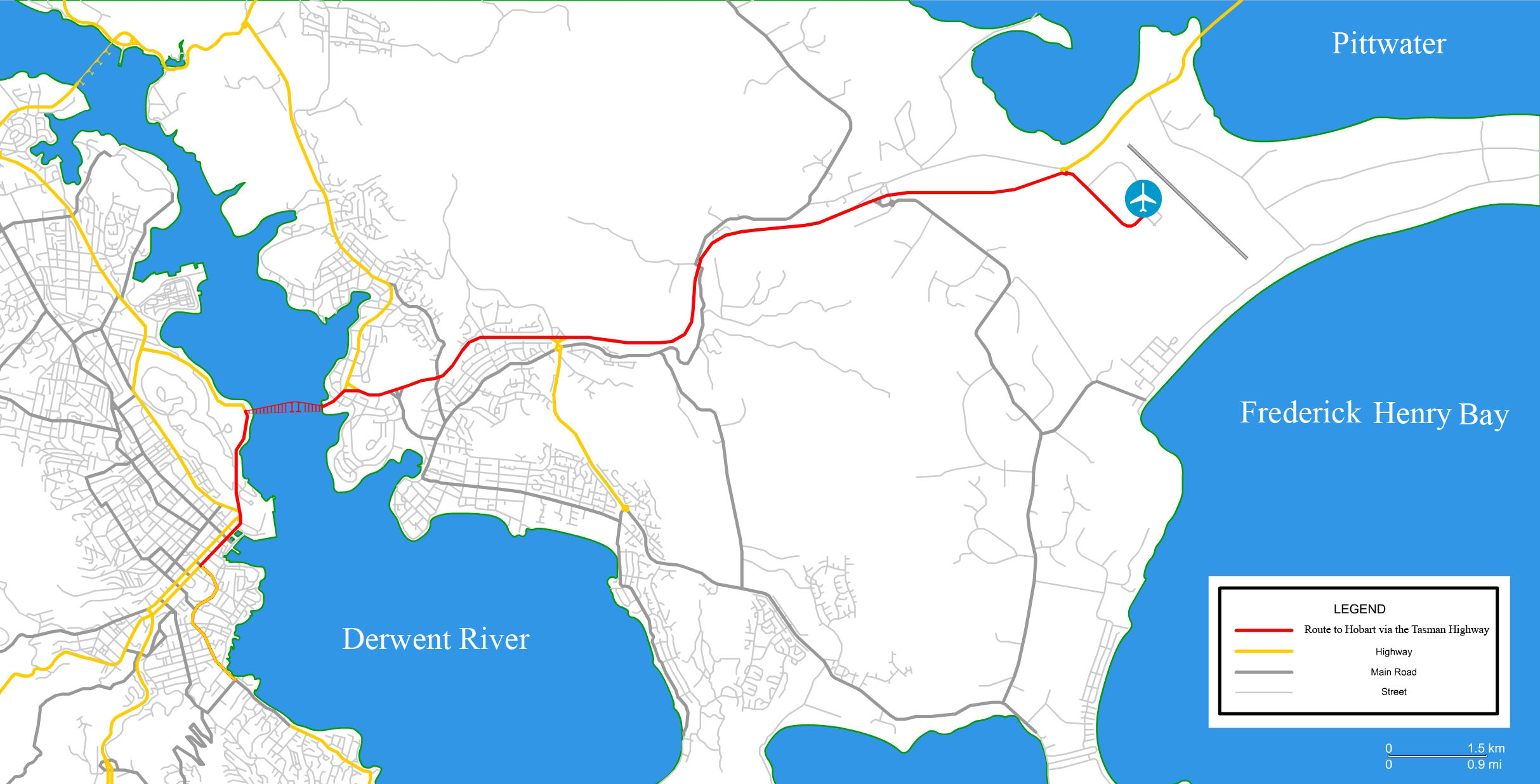
Розташування аеропорту Гобарта

Див. джерело запитів Вікіданих та джерела.
| Рік       | Пасажирів | Зміни у % | Злетів-посадок | Зміни у % |
| --------- | --------- | --------- | -------------- | --------- |
| 1985/1986 | 506 159   |           | 12 200         |           |
| 1986/1987 | 494 483   | ▼ 2,3 %   | 11 728         | ▼ 3,9 %   |
| 1987/1988 | 539 067   | ▲ 9,0 %   | 11 556         | ▼ 1,5 %   |
| 1988/1989 | 544 051   | ▲ 0,9 %   | 10 095         | ▼ 12,6 %  |
| 1989/1990 | 455 024   | ▼ 16,4 %  | 8445           | ▼ 16,3 %  |
| 1990/1991 | 590 268   | ▲ 29,7 %  | 10 140         | ▲ 20,1 %  |
| 1991/1992 | 683 500   | ▲ 15,8 %  | 10 681         | ▲ 5,3 %   |
| 1992/1993 | 705 658   | ▲ 3,2 %   | 10 929         | ▲ 2,3 %   |
| 1993/1994 | 743 003   | ▲ 5,3 %   | 11 325         | ▲ 3,6 %   |
| 1994/1995 | 815 463   | ▲ 9,8 %   | 12 381         | ▲ 9,3 %   |
| 1995/1996 | 850 295   | ▲ 4,3 %   | 11 230         | ▼ 9,3 %   |
| 1996/1997 | 841 222   | ▼ 1,1 %   | 9468           | ▼ 15,7 %  |
| 1997/1998 | 853 962   | ▲ 1,5 %   | 8965           | ▼ 5,3 %   |
| 1998/1999 | 860 240   | ▲ 0,7 %   | 9697           | ▲ 8,2 %   |
| 1999/2000 | 908 647   | ▲ 5,6 %   | 10 776         | ▲ 11,1 %  |
| 2000/2001 | 973 922   | ▲ 7,2 %   | 15 205         | ▲ 41,1 %  |
| 2001/2002 | 957 611   | ▼ 1,7 %   | 12 266         | ▼ 19,3 %  |
| 2002/2003 | 1 009 605 | ▲ 5,4 %   | 11 444         | ▼ 6,7 %   |
| 2003/2004 | 1 225 645 | ▲ 21,4 %  | 12 729         | ▲ 11,2 %  |
| 2004/2005 | 1 522 838 | ▲ 24,2 %  | 15 889         | ▲ 24,8 %  |
| 2005/2006 | 1 605 978 | ▲ 5,5 %   | 13 764         | ▼ 13,4 %  |
| 2006/2007 | 1 629 417 | ▲ 1,5 %   | 12 762         | ▼ 7,3 %   |
| 2007/2008 | 1 758 241 | ▲ 7,9 %   | 13 778         | ▲ 8,0 %   |
| 2008/2009 | 1 869 262 | ▲ 6,3 %   | 14 285         | ▲ 3,7 %   |
| 2009/2010 | 1 855 849 | ▼ 0,7 %   | 14 380         | ▲ 0,7 %   |